# Шамко Катерина Миколаївна
Катерина Миколаївна Шамко (Камардіна) (17 листопада 1918 — 29 березня 1986) — український радянський історик, педагог, дослідниця партизанського руху 1941—1944 рр.

## Біографія
Катерина Миколаївна Шамко (Камардіна) народилася 17 листопада 1918 року в селянській родині с. Липовець Орловської губернії (нині Липецької області Російської Федерації).
Закінчила аграрний технікум та працювала за спеціальністю в Кримській АРСР, а також на комсомольській роботі. Вступила у ВКП(б).
У роки фашистської навали брала участь у обороні Севастополя 1941—1942 років.
З 29 жовтня 1941 року стала учасником Кримського партизанського руху, будучи розвідницею та помічником комісару загону Північного з'єднання кримських партизанів. Мала важке поранення.
Після війни була на партійній роботі.
В 1951 році закінчила Кримський державний педагогічний інститут за спеціальністю «історія». Поступила до аспірантури Кримської філії Академії Наук СРСР.
У 1951–54 – аспірантка Кримської філії АН СРСР.
У 1954 році  захистила кандидатську дисертацію «Боротьба трудящих Севастополя проти іноземних військових інтервентів та буржуазно-поміщицької білогвардійщини (1918—1920 рр.)» та здобула науковий ступінь кандидата історичних наук.
У 1955–56 – м.н.с. групи історії відділу історії та археології Кримської філії АН УРСР.
З 1956 року працювала науковим співробітником  у Кримській групі Інституту історії АН УРСР.
З 1965 року працювала в Кримському медичному інституті викладачем, а з 1972 року — доцентом.
Померла 29 березня 1986 року. Похована на Алеї Слави міського кладовища Сімферополя.

## Наукова діяльність
Основними темами досліджень К. М. Шамко були історія партизанського руху в роки фашистської навали (1941—1944 рр), оборона Севастополя, військова інтервенції у роки громадянської війни (книга «Партизанський рух в Криму в 1941—1944 рр.», стаття «Чехословацькі партизани в Криму», монографія «Пам'ятники воїнської Слави», стаття «Сімферополь в роки Великої Вітчизняної війни»). Крім того  вивчала питання розвитку виноробства та садівництва в Криму (стаття «З історії виноробства та садівництва в Криму»), молодіжного руху, медичного обслуговування кримчан.
Кілько праць К. М. Шамко були видані в Чехословаччині.

## Праці
- Шамко Е. Партизанское движение в Крьіму в 1941 —1944 гг. – Симферополь: Крьімиздат, 1959. – 158 с.
- Шамко К. М. Партійне підпілля в Криму в роки Великої Вітчизняної війни.// Український історичний журнал. – 1960. –  № 5. – С. 16 - 27.
- Шамко К. М. Герої наступальних боїв (До 20-річчя визволення Криму)// Український історичний журнал. – 1964. – № 2. – С. 109 - 11З.
- Шамко Е. Н. Подвиги крымских партизан. — М.: Воениздат, 1964. — 156 с., ил.
- Шамко Е. Н. Осуществление культурной революции в Крыму в годы довоенных пятилеток. Развитие курортов (1926—1941).// Очерки по истории Крыма. — Ч. 3. — Симферополь, 1964. — С. 189—214.
- Шамко К. М. Героїчні битви за Дніпро.//Український історичний журнал. – 1966. – № 3. –  С. 102 - 107.
- Шамко Е. Партизанскими тропами. Путеводитель по местам боев крымских партизан в годы Великой Отечественной войны. — Симферополь: Крым, 1969.  — 133 с.
- Шамко Е. Н. Дорогами крымских партизан. — Симферополь, 1976. — 143 с..
- Šamková J. Partizánske hnutie na Kryme.- Bratislava, 1961.- 172 s.
- Šamková Jekaterina. Úcast Čechů a Slováků v partyzánských bojích na Krymu během Velikě vlasteneckě války Sovětského svazu. // Historie a Vojenstvi.- Praha, 1958. - S.136  - 143.
- Šamková J. Českoslovenštř partyzáni na Krymu. // Bojova druzba.- Praha, 1960. - S.88 - 98.

## Нагороди
- Ордени Червоної Зірки, Вітчизняної війни.
- Медалі  «За оборону Севастополя», «Партизанові Вітчизняної війни» та інші.

## Родина
- Чоловік: Іван Олександрович Шамко (1921—2003) — учасник оборони Ленінграда, інвалід війни.
- Син: В'ячеслав Іванович Шамко (1948—2003) — кандидат історичних наук, доцент. Завідував кафедрою в Південноукраїнському педагогічному університеті ім К. Д. Ушинського.

## Пам'ять
- В жовтні 2013 року в селищі Соколине Бахчисарайського району Криму учасниками VIII конференції "Крим: культура, пізнання, активність" в пам'ять про видатних краєзнавців - дослідників  другої половини ХХ століття  була закладена  "Алея  кримських краєзнавців" (http://crimeatime.blogspot.com/2013/10/blog-post_5.html [Архівовано 30 грудня 2019 у Wayback Machine.]).